# Euscorpius koschewnikowi
Euscorpius koschewnikowi je jeden z nejvzácnějších štírů Evropy. Je znám pouze z hory Athos na Chalkidiky v Řecku. Je středně velkým druhem (max. 4,6 cm). Má tmavě hnědé zbarvení se světlýma nohama. O způsobu života a biologii není téměř nic známo. Jeho jed není člověku nebezpečný.